# رینکون ولی (آریزونا)
رینکون ولی (به انگلیسی: Rincon Valley) یک منطقهٔ مسکونی در ایالات متحده آمریکا است که در شهرستان پیما، آریزونا واقع شده‌است. رینکون ولی ۶۶٫۱۰ کیلومتر مربع مساحت و ۲۶٬۳۶۱ نفر جمعیت دارد.